# Enid (Oklahoma)
Enid település az Amerikai Egyesült Államok Oklahoma államában, Garfield megyében, melynek megyeszékhelye is. Lakosainak száma 51 308 fő (2020. április 1.).

## Népesség
A település népességének változása:

| 2010 | 49 379 |
| 2020 | 51 308 |

## Persönlichkeiten
- Clyde Vernon Cessna (1879–1954), repülés úttörője és repülőgépgyártó
- Eileen Collins (* 1956), űrhajósnő
- Karen Dalton (1937–1993), énekesnő
- Richard Erdman (1925–2019), színész
- Glenda Farrell (1904–1971), színésznő
- Owen K. Garriott (1930–2019), űrhajós
- Pat Moran McCoy (1934–) dzsesszzongorista
- Michael Hedges (1953–1997), zenész
- Lynn Herring (1958–), színésznő
- Pat Moran (1934–), zenész
- Mark Otis Selby (1960/61–2017), zenész